# Isole del delta della Lena

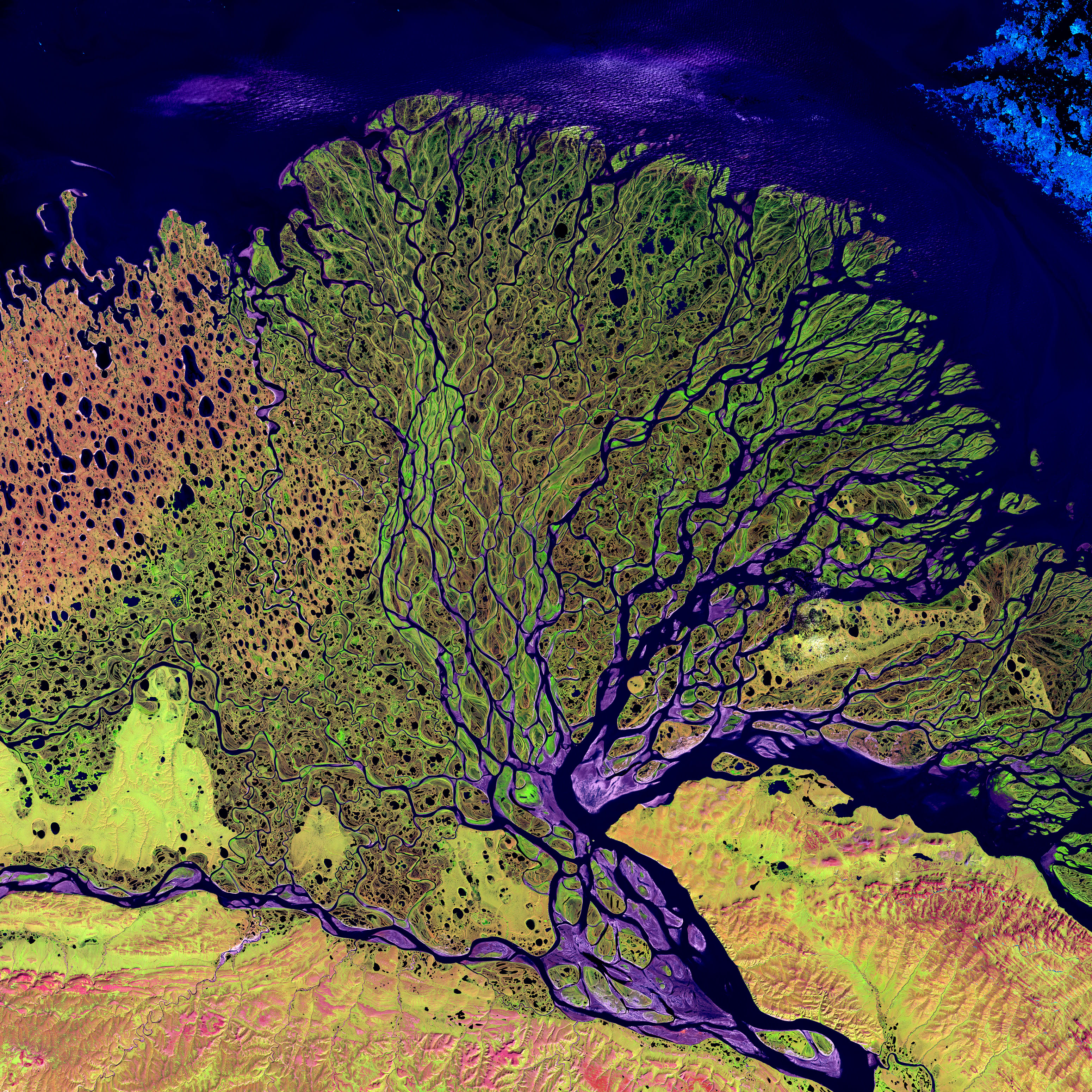
Il delta della Lena ripreso nel febbraio 2000 dal satellite Landsat 7.

Il delta della Lena, con una superficie di 32.000 km², si divide in varie diramazioni; i tre bracci principali sono quello di Olenëk, di Trofimov e di Bykovo che in russo sono detti Olenëkskaja, Trofimovskaja e Bykovskaja (протоки Оленёкская, Трофимовская e Быковская). Oltre a questi sono presenti numerosissimi bracci secondari tra i quali sono disseminati migliaia di laghi e circa 1.600 isole.
Nella parte nord-ovest del delta si trovano le seguenti isole:
- Isole Aėros"ëmki (острова Аэросъёмки), a nord della Samolёta (73°57′25″N 123°10′12″E), sono costituite da una striscia di terra a forma di "C" rotta in tre punti, sì da formare 4 piccole isole separate.[1] Sono le isole più settentrionali.

- Samolëta (Самолёта), 33 km ad ovest di Dunaj-Aryta (73°51′54″N 123°07′30″E), è una striscia di terra a forma di "C", lunga una decina di chilometri e larga meno di 100 m. Si trova a sud delle isole Aėros"ëmki.

- Isole Bulgunnjachtach-Bël'këj	 (о-ва Булгунняхтах-Бёлькёй), 15 km ad ovest-sud-ovest delle isole di Dunaj (73°50′02.4″N 123°48′39.6″E). Sono una catena di 5 piccole isole, la maggiore delle quali è lunga circa 3 km[1].

- Isole di Dunaj (о-ва Дунай)
  - Dunaj-Aryta (Дунай-Арыта)
  - Egorša (Егорша)
  - Lepeškalabyt-Bël'këë	(Лепешкалабыт-Бёлькёё)

Una lunga e stretta striscia di terra, nel golfo dell'Olenëk, forma una barriera a ovest della parte nord-ovest del delta, e si sviluppa da nord a sud per circa 60 km. La linea è spezzata in più punti e forma le seguenti isole (elencate da nord a sud):
- Ary-Otto-Stan-Kumaga (Ары-Отто-Стан-Кумага), 73°40′07.58″N 123°15′10.33″E.
- Babaryna-Kumaga (Бабарына-Кумага), 73°34′51.18″N 123°10′58.19″E.
- Sanga-Džie-Kumaga (Санга-Джие-Кумага), 73°30′04.03″N 123°09′24.26″E.
- Kjurjuės-Kumaga (Кюрюэс-Кумага), 73°26′14.75″N 123°11′17.97″E.
- Turukannach-Kumaga (Туруканнах-Кумага), 73°22′45.82″N 123°14′15.94″E.
- Čerkannach-Kumaga[2] o Čarkannach-Kumaga[3] (Черканнах-Кумага), 73°15′38.7″N 123°19′02.69″E.

Sempre nel golfo di Olenëk alla foce dell'Olenëkskaja c'è un gruppo di isole.
Altre isole del delta sono (in ordine alfabetico):
- Allara-Majak (Аллара-Маяк), situata nella parte orientale del golfo Tumatskij (Туматский залив), a est di Sagastyr (73°26′49.97″N 126°53′51.3″E). L'isola ha una forma vagamente trapezoidale e misura circa 3,3 km nel punto più largo. C'è un'insenatura sulla sua costa meridionale.

- Amerika-Kuba-Aryta (Америка-Куба-Арыта), nella parte nord-est del delta.
  - Alchan-Bël'këë (Алхан-Бёлькёё), divisa da Amerika-Kuba-Aryta da uno stretto canale, si trova ad ovest di quest'ultima (73°30′36.32″N 123°32′44.79″E).

- Isole Arangastach-Bël'këë (о-ва Арангастах-Бёлькёё), 2 isole separate da uno stretto canale, con un'altezza massima di 2 m[4]. Si trovano nella parte orientale del delta, a nord-ovest di Čëmčërës-Aryta e delimitano a sud il golfo Arangastach-Kubata (72°33′02.85″N 129°16′09.32″E).

- Arangastach-Aryta (Арангастах-Арыта), con una forma allungata, l'isola ha una lunghezza di circa 3,3 km[1]. Si trova a nord-ovest delle Arangastach-Bël'këë (72°33′27.31″N 129°11′37.41″E). La mappa segnala la presenza di un insediamento (Arangastach) nella parte occidentale dell'isola.

- Babaryna-Bël'këë (Бабарына-Бёлькёё), situata a est di Babaryna-Kumaga (73°34′07.85″N 123°16′44.26″E), è lunga circa 3,4 km[1] e alta 18 m[5].

- Chastyr-Bulgunnjacha	(Хастыр-Булгунняха), l'isola, di piccole dimensioni e con un'altezza massima di 2 m[4], si trova nella parte orientale del delta circondata da banchi di sabbia (72°14′31.23″N 129°36′20.57″E).

- Čëmčërës-Aryta (Чёмчёрёс-Арыта), pur divisa da un canale di mare da Čëmčërës-Bël'këë, sembra formare un tutt'uno con quest'ultima[4]; l'isola è lunga circa 3,8 km[1]. Si trova allo sbocco del Sardachskaja (проток Сардахская), braccio del delta che sfocia a oriente, a nord del Bykovskaja (проток Быковская). Le due isole sono situate tra il golfo Arangastach-Kubata (залив Арангастах-Кубата), a nord, e il golfo Kyllach-Kubata (залив Кыллах-Кубата), a sud, 72°31′36.81″N 129°20′31.35″E.

- Čëmčërës-Bël'këë (Чёмчёрёс-Бёлькёё), è situata a sud-est di Čëmčërës-Aryta (72°30′32.95″N 129°24′43.48″E); l'isola è di fatto suddivisa in più parti da stretti canali di mare ed è circondata da banchi di sabbia[4] .

- Isole Grigorij-Aryta (о-ва Григорий-Арыта), 2 isole affiancate lunghe rispettivamente circa 4,2 km e 3 km[1] e separate da un sottile canale; si trovano a est, allo sbocco del Grande Trofimovskaja (проток Бол. Трофимовская), la diramazione maggiore di uno dei tre principali bracci del delta della Lena (72°56′51.53″N 129°21′09.66″E). Le due isole sono situate nella parte sud-occidentale di un folto gruppo di isole: le Grigorij-Džieljach-Bël'këë, le Grigorij-Muoratagy-Bël'këë e l'isola Grigorij-Oččuguj-Aryta[6].

- Kuba-Aryta (Куба-Арыта), si sviluppa in direzione nord-sud per circa 19 km[1] e delimita a est il golfo di Kuba (73°34′19.04″N 125°45′18.02″E).

- Kuba-Muoratagy-Kumach (Куба-Муоратагы-Кумах), una sottile e lunga striscia di terra a nord-est di Kuba-Aryta.

- Isole Kedej-Bël'këjdërë (о-ва Кедей-Бёлькёйдёрё), gruppo compatto di una ventina di isole una affiancata all'altra, la cui altezza massima è di 3 m[6]. Sono situate a est (72°43′43.06″N 129°27′46.41″E), allo sbocco del Piccolo Trofimovskaja (проток Мал. Трофимовская) la diramazione minore di uno dei tre principali bracci del delta della Lena.

- Kurguja-Bël'këë (Кургуя-Бёлькёё), piccola isola dalla forma rotonda con un'altezza di 5 m. Si trova vicino alla costa, a est di Kuba-Aryta (73°30′40.53″N 126°07′00.72″E).

- Kjurjuės-Bël'këë (Кюрюэс-Бёлькёё), piccola isola a est di Kjurjuės-Kumaga, di forma allungata, lunga circa 1,3 km[1] con accanto 2 isolette a sud-est (73°26′37.29″N 123°15′15.27″E).

- Mača-Miška-Bël'këë (Мача-Мишка-Бёлькёё), l'isola, lunga circa 3 km[1], si trova nella parte nord-orientale del delta (73°16′34.2″N 128°31′34.7″E), dove sfocia uno dei bracci del delta della Lena, il Mača-Uėse (проток Мача-Уэсе)[6].

- Mača-Muoratagy-Bettiemete (Мача-Муоратагы-Беттиемете), situata a est di Mača-Miška-Bël'këë (73°16′34.2″N 128°39′41.67″E), l'isola è lunga circa 2,5 km[1] ed è circondata da banchi di sabbia.

- Obuča (Обуча), quasi a continuazione verso nord della striscia di terra di Ary-Otto-Stan-Kumaga, ma spostata verso est (73°44′31.13″N 123°28′16.4″E).

- Obuča-Bël'këë	(Обуча-Бёлькёё), a sud-est di Obuča e Obuča-Kumaga (73°42′43.77″N 123°32′38.42″E). Ha una forma rotondeggiante con un'insenatura a est e un lago nella parte occidentale. Ha un'altezza di 15 m[7].

- Obuča-Kumaga (Обуча-Кумага), situata subito a est di Obuča (73°43′50.63″N 123°29′14.49″E), è un'isola di forma rotondeggiante con vicino due isolette, a nord e sud-est; ha un'altezza di 8 m[7].

- Orto-Uės-Aryta (Орто-Уэс-Арыта), si trova nella parte sud-est del delta, allo sbocco dell'Ispolatova[4], una delle due diramazioni in cui si divide il Bykovskaja (72°00′26.75″N 129°17′48.2″E). L'isola è situata a est dell'estrema punta della penisola Bykovskij, capo Bykov, dove si trova il piccolo porto di Bykovskij[4] (72°00′16.82″N 129°06′45.73″E). L'isola è divisa a metà da uno stretto canale di mare.
  - Džer-Bajdach-Bël'këj (Джер-Байдах-Бёлькёй), a nord di Orto-Uės-Aryta, è divisa in due parti (72°01′46.11″N 129°18′03.03″E).

- Sagastyr (Сагастыр) (73°24′45.9″N 126°36′10.84″E), lunga circa 8,2 km e larga 4,5 km[1], l'isola ha corsi d'acqua e alcuni laghi. Si trova nella parte settentrionale del delta, nel golfo Tumatskij (Туматский залив) dove sfociano due bracci del delta della Lena, il Grande e il Piccolo Tumatskaja (протоки Бол. Туматская e Мал. Туматская)[8].
  - Chardyrgastach (Хардыргастах), l'isola è separata da Sagastyr, a nord-est, da uno stretto canale e circondata da banchi di sabbia (73°26′54.9″N 126°39′45.9″E).

- Samach-Bettiemete (Самах-Беттиемете), lunga circa 5,8 km[1], l'isola si trova nella parte nord-orientale del delta (73°09′51.72″N 128°55′35.83″E), dove sbocca uno dei bracci della Lena, il Barčach-Uėsja (проток Барчах-Уэся). Sulla costa sud-occidentale dell'isola la mappa segnala una stazione polare, la Sagillach-Ary (полярная ст. Сагыллах-Ары)[6].

- Sanga-Džie (Санга-Джие), piccola isola di forma ellittica con un'altezza di soli 2 m[5], situata a est di Sanga-Džie-Kumaga (73°30′13.16″N 123°15′07.86″E).

- Sanga-Tongoloch-Aryta	 (Санга-Тонголох-Арыта), si sviluppa per circa 15 km[1] in direzione nord-sud (73°42′26.43″N 123°59′40″E) e delimita a nord-est il golfo di Sanga-Tongoloch.

- Sjurech-Ary (Сюрех-Ары), delimita ad ovest il golfo di Sanga-Tongoloch e si trova a sud di Soto-Ary (73°42′26.43″N 123°59′40″E). L'isola è lunga circa 12,5 km[1].

- Soto-Ary (Сото-Ары), situata a ovest della parte settentrionale di Sanga-Tongoloch-Aryta e a sud delle isole Bulgunnjachtach-Bël'këj (73°34′07.85″N 123°16′44.26″E). L'isola è lunga circa 8 km[1] e ha un'altezza di 15 m[3]; ha una forma molto irregolare con varie baie e insenature.

- Syargalach-Bël'këj (Сыаргалах-Бёлькёй), situata a nord-est di Babaryna-Kumaga (73°36′27.53″N 123°20′46.51″E), è lunga circa 3,9 km[1] e alta 16 m[5].

- Isole Syngasa-Bël'këjdërë (о-ва Сынгаса-Бёлькёйдёрё), 2 isole a est di Ary-Otto-Stan-Kumaga, circondate da banchi di sabbia. La maggiore (73°39′56.45″N 123°23′29.66″E) è lunga circa 3,5 km[1] e ha un'altezza massima di 16 m[7]; l'altra, a nord-est (73°41′12.18″N 123°29′10.78″E), è lunga circa 2 km[1] e alta 13 m[7].

- Šestakov-Bël'këë (Шестаков-Бёлькёё), situata a nord dell'estremità settentrionale di Sanga-Tongoloch-Aryta (73°47′47.35″N 123°57′36.41″E), ha un'altezza massima di 6 m[9].

- Uės-Kumach (Уэс-Кумах), piccola isola dalla forma allungata, lunga circa 1 km[1]. Si trova tra Orto-Uės-Aryta e capo Bykov (72°00′05.37″N 129°13′02.69″E).